# Witold Kołodziejski

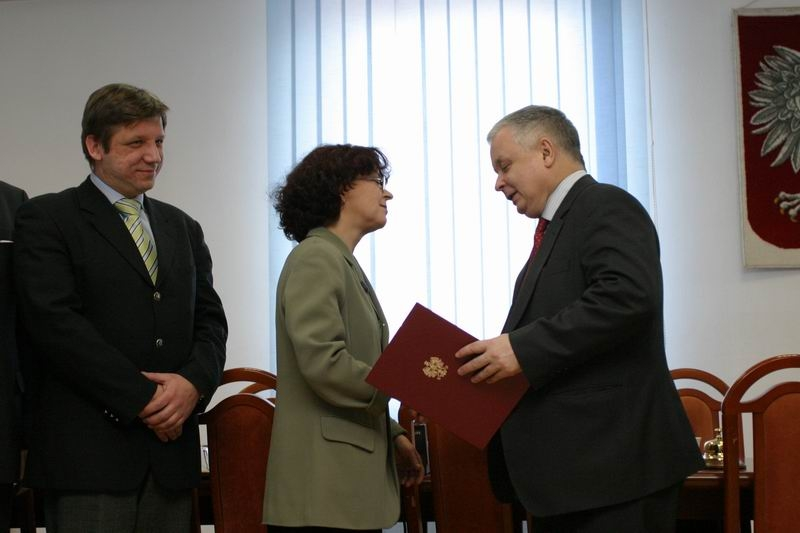
Witold Kołodziejski (pierwszy z lewej) w 2006. Obok Elżbieta Kruk i Lech Kaczyński

Witold Czesław Kołodziejski (ur. 5 maja 1966 w Warszawie) – polski dziennikarz, polityk i samorządowiec. W latach 2007–2010 i 2016–2022 przewodniczący Krajowej Rady Radiofonii i Telewizji, w latach 2015–2016 sekretarz stanu w Ministerstwie Cyfryzacji.

## Życiorys
Ukończył studia na Wydziale Filozoficznym Uniwersytetu Kardynała Stefana Wyszyńskiego w Warszawie.
W 1991 był zatrudniony w biurze prasowym zarządu głównego Porozumienia Centrum, następnie był reporterem Informacyjnej Agencji Radiowej Polskiego Radia. Od 1993 pracował jako redaktor w Telewizji Polskiej. Był autorem i wydawcą programów katolickich, tj. Magazyn Katolicki, Credo, Credo 2000, Otwarte Drzwi, Między Ziemią a Niebem. Od 1999 kierował Studiem Papieskim, zajmującym się obsługą medialną podróży zagranicznych Jana Pawła II. Był również autorem i wydawcą programów poświęconych papieżowi w okresie jego choroby i pogrzebu. Został laureatem I nagrody na Międzynarodowym Festiwalu Filmów i Programów Katolickich „Niepokalanów”.
W okresach niezasiadania w KRRiT członek Prawa i Sprawiedliwości. Z ramienia tej partii w latach 2002–2006 zasiadał w Radzie m.st. Warszawy, od grudnia 2005 jako jej przewodniczący. W styczniu 2006 został wybrany z rekomendacji PiS przez Senat w skład Krajowej Rady Radiofonii i Telewizji, a 23 października 2007 objął stanowisko jej przewodniczącego. W związku z nieprzyjęciem przez Sejm i Senat sprawozdania KRRiT za 2009, potwierdzonym przez tymczasowo wykonującego obowiązki prezydenta RP, jego kadencja zakończyła się 4 sierpnia 2010.
W wyborach samorządowych w 2010 uzyskał mandat radnego Sejmiku Województwa Mazowieckiego. Został również wiceburmistrzem Ursynowa. W 2014 i 2018 był wybierany do sejmiku na kolejne kadencje. W 2011 i 2015 bez powodzenia kandydował do Sejmu.
18 listopada 2015 został powołany na stanowisko sekretarza stanu w Ministerstwie Cyfryzacji. W lipcu 2016 został wybrany z rekomendacji PiS przez Sejm na członka Krajowej Rady Radiofonii i Telewizji na sześcioletnią kadencję. 19 września tego samego roku ponownie został przewodniczącym tej instytucji. Zakończył pełnienie tej funkcji 3 października 2022.

## Odznaczenia
- Krzyż Oficerski Orderu Odrodzenia Polski (2014)[10]